# Atlant Stadium
Atlant Stadium é um estádio de futebol localizado em Novopolotsk, Bielorrússia. É a casa do Naftan Novopolotsk. Foi inaugurado em 1970. A capacidade é de 4520 espectadores.